# Белорусское кладбище (Саут-Ривер)
Белорусское кладбище в Саут-Ривере — православное кладбище в Саут-Ривере, штат Нью-Джерси, США. Основано в XIX веке, в настоящее время принадлежит церкви Св. Ефросинии Полоцкой.
В конце 1940-х годов в белорусской эмиграции возник раскол между сторонниками Рады БНР и сторонниками БЦР. С того времени сторонников БЦР хоронили в Саут-Ривере, а сторонников Рады БНР — в Ист-Брансуике.

## Похороненные на кладбище
- Григорий Артюшенко (1927—2004) — белорусский общественный и политический деятель в США.
- Михась Бахар (1929—2007) — белорусский общественный и политический деятель в США.
- Юрка Витьбич (1905—1975) — белорусский писатель, публицист, краевед, популяризатор истории Беларуси и деятель эмиграции в Америке, в годы Великой Отечественной войны — коллаборационист.
- Евгений Занкович (1923—1997) — белорусский общественно-политический деятель в США, второй заместитель председателя Белорусской Центральной Рады — коллаборационистской администрации, существовавшая в 1943—1944 годах под немецкой оккупацией на территории Генерального округа Белоруссия (Белорутения) Рейхскомиссариата Остланд.
- Янка Золак (1912—2000) — белорусский поэт-эмигрант, прозаик, издатель.
- Михась Ковыль (1915—2017) — белорусский поэт, редактор, общественный деятель.
- Иван Косяк (1909—1989) — белорусский общественный и политический деятель в США[4] , в годы Великой Отечественной войны — коллаборационист.
- Явхим Кипель (1896—1969) — белорусский общественный деятель и педагог.
- Святослав Куш (1916—1997) — белорусский религиозный и общественный деятель, писатель.
- Николай Лапицкий (1907—1976) — белорусский церковный деятель.
- Олег Махнюк (1928—2009) — белорусский общественный деятель, художник.
- Никандр Медзейко (1914—1987) — белорусский общественно-политический деятель, второй председатель Белорусской Центральной Рады — коллаборационистской администрации, существовавшая в 1943—1944 годах под немецкой оккупацией на территории Генерального округа Белоруссия (Белорутения) Рейхскомиссариата Остланд.
- Василий Мисуль (1889—1984) — деятель белорусской эмиграции в США.
- Радослав Островский (1887—1976) — деятель белорусской эмиграции, активно сотрудничавший с немцами в годы Великой Отечественной войны, президент Белорусской центральной рады в 1943—1944 годах.
- Петр Андреевич Полягошко (1893—1961) — автор воспоминаний о зарождении ГУЛАГа .
- Ирена Михайловна Рогалевич-Дутко (1942—2020) — белорусская художница в изгнании.
- Александр Русак (1907—1957) — белорусский общественный деятель, инженер.
- Ян Станкевич (1891—1976) — белорусский языковед, историк, политический деятель.
- Моисей Седнёв (1913—2001) — белорусский поэт и прозаик.
- Виталий Терпицкий (1923—2017) — белорусский общественный деятель[5] .
- Роберт Цуприк (1954—2021) — белорусский общественный деятель. Председатель Белорусского Конгресса Америки.
- Эмануил Ясюк (1906—1977) — белорусский общественный и политический деятель, активно сотрудничавший с немцами в годы Великой Отечественной войны, служивший во время оккупации бургомистром в Клецке, причастный к казням местных жителей.[6][7]

## Смотреть также
- Белорусское кладбище (Ист-Брансуик)